# San Antonio, Costa Rica
San Antonio är en ort i Costa Rica.   Den ligger i kantonen Cantón de Belén och provinsen Heredia, i den centrala delen av landet, 12 km nordväst om huvudstaden San José. San Antonio ligger 937 meter över havet och antalet invånare är 10 938.
Terrängen runt San Antonio är kuperad åt sydost, men åt nordväst är den platt. Runt San Antonio är det mycket tätbefolkat, med 2 431 invånare per kvadratkilometer. Närmaste större samhälle är San José, 12,3 km sydost om San Antonio. Runt San Antonio är det i huvudsak tätbebyggt.